# Salon des Nobles

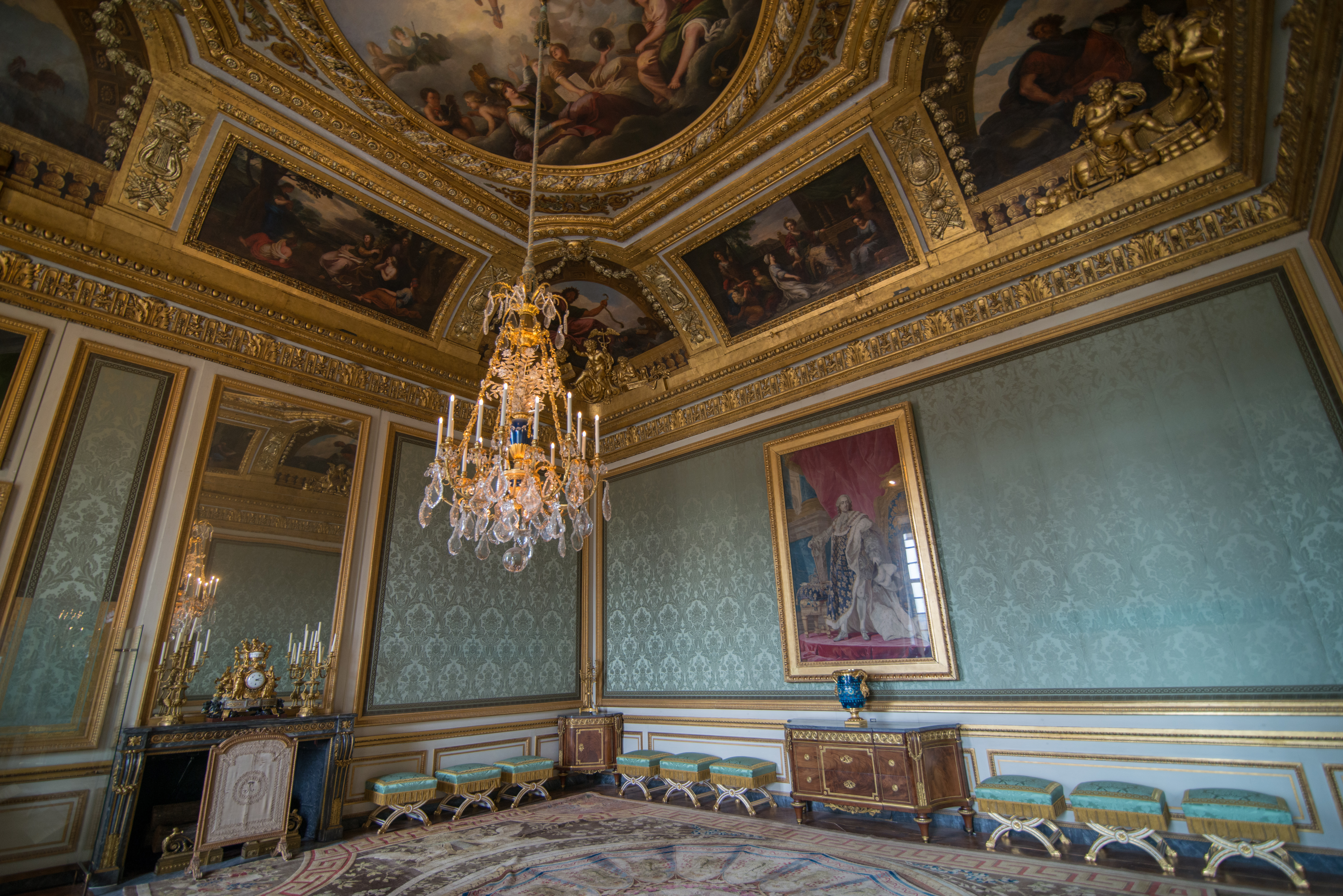
Vue générale du salon des Nobles

Le salon des Nobles est un salon d'apparat faisant partie du grand appartement de la reine au château de Versailles, un château français situé dans les Yvelines, en Île-de-France. Il constitue la seconde antichambre de l'appartement et est desservi à l'ouest par la chambre de la Reine et à l'est par l'antichambre du Grand Couvert.

## Histoire
Lorsque l'antichambre du Grand Couvert était encore salle des gardes, le salon des Nobles tenait lieu d'unique antichambre pour la reine. Il devient ensuite seconde antichambre de l'appartement, précédant la chambre de la souveraine. C'est ici que la reine ou dauphine donne des audiences et tient son cercle. Le fauteuil de la reine est placé sous un dais au fond de la pièce, face aux fenêtres et entouré de pliants réservés aux dames de la cour. 
Il était d'usage, lorsqu'une reine ou une dauphine mourait au château, d'y exposer sa dépouille quelques jours. Ce fut le cas en février 1712, lorsque survint le décès de la duchesse de Bourgogne. Le cercueil de son mari, mort six jours plus tard, y fut exposé à ses côtés. Cette pièce fut également le cadre de nombreux concerts, sous l'impulsion de la reine Marie Leszczynska à partir de 1725. Ainsi, le célèbre castrat Farinelli s'y produisit devant la cour.

## Décor
Le plafond est celui qui fut conçu pour la reine Marie-Thérèse et est dû à Michel II Corneille. Comme celui du salon du grand appartement du roi, exactement symétrique au nord, il est consacré au dieu Mercure. Au centre figure Mercure répandant son influence sur les arts et sur les sciences. Les voussures sont ornées chacune d'une composition illustrant de grandes figures féminines de l'Antiquité qui s'illustrèrent dans ces domaines :
- Voussure sud (au-dessus des fenêtres) :  Lala de Cyzique cultivant la peinture
- Voussure nord : Pénélope travaillant à sa tapisserie
- Voussure ouest (au dessus de la cheminée) : Sapho chantant en s'accompagnant de la lyre
- Voussure est : Aspasie d'entrenenant avec des philosophes

Le sujet des peintures des écoinçons du plafond rappelle les attributions traditionnelles de Mercure : 
- Angle sud-est : La Diligence
- Angle sud-ouest : La Vigilance
- Angle nord-ouest : L’Académie
- Angle nord-est : Le Commerce

Deux dessus-de-porte complètent la décoration. Dus à Jean-Baptiste Regnault, ils sont d'abord exposés au salon de 1785 puis mis en place dans le salon des Nobles :
- Porte ouest : L'origine de la peinture : la jeune corinthienne Dibutade dessinant le profil du berger son amant
- Porte est : L'origine de la sculpture : Pygmalion amoureux de sa statue, priant Vénus de l'animer

La pièce subit de lourdes transformations sous l’impulsion de Marie-Antoinette. En 1785, elle charge Richard Mique de la conduite des travaux. Les murs reçoivent un bas lambris blanc et or et sont tendus de soieries vertes galonnées d'or. La reine fait également poser une cheminée en marbre bleu turquin et commande un nouveau mobilier auprès de Jean-Henri Riesener (commodes et encoignures). Dispersés à la Révolution, la cheminée et les meubles (à l'exception d'une commode non retrouvée) retrouvèrent la pièce dans les années 1960.